# 宇宙化學

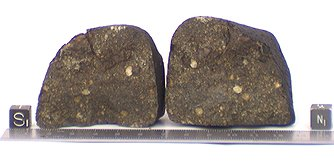
隕石通常是宇宙化學研究的一部分。

宇宙化學（英語：Cosmochemistry）是研究宇宙中物體的化學組成和形成這些組成的過程。這主要是通過研究隕石的化學成分和其它實物的樣本。由於隕石母體的小行星有些是太陽系形成初期凝固的第一批固體，宇宙化學通常，但不完全是研究與太陽系有關的物體。

## 歷史
在1938年，瑞士礦物學家維克多·戈耳斯密特和他的同事們分析了一些隕石和地球物體的樣品，依據這些資料他們列出了一份所謂”宇宙豐度”的清單。戈耳斯密特解釋將隕石納入他清單中的地球岩石，是因為他認為隕石在進入大氣層的過程中會經歷值得注意的化學變化過程。這意味著專助於研究地球的岩石，是無法準確的拼湊出宇宙整體的化學成分。因此，戈耳斯密特的結論是研究外星物質還需要更多的資料才能獲得正確的結果。這項研究被認為是現代宇宙化學的基礎。
在1950和1960年代，更多的人認可宇宙化學是一門科學。哈羅德·尤里，被公認為宇宙化學之父，從事研究，最終導致理解元素的起源和恆星的化學豐度。在1956年，尤里和他的同事，德國科學家漢斯·蘇斯，出版了第一份包括以隕石同位素分析為基礎的宇宙豐度表。
在1960年代，分析儀器得到大幅的改善，特別是質譜儀的發明，允許宇宙化學家對隕石中元素的同位素進行詳細分析。在1960年， 約翰·雷諾茲經由分析隕石內短生命期的核，確認太陽系內的這些元素在太陽系形成之前就已經存在了，開始見粒太陽系早期的時間表。
在2011年10月，科學家報告在宇宙塵內發現複雜的有機物（無定形有機固體與芳香-脂肪族結構），它們可能是由恆星自然且快速創造的。
在2012年8月29日，並且是世界第一次，哥本哈根大學的天文學家報告他們在一個遙遠的恆星系檢測到一種特殊的糖分子，乙醇。這些分子是在距離地球400光年的原恆星聯星系，IRAS 16293-2422發現的。在形成核糖核酸時，它的功能類似於脫氧核糖核酸，都需要乙醇。此一發現顯示，在恆星系統中，複雜的有機分子可能會在行星形成之前先形成，最終抵達年輕的恆星。
在2012年9月，美國太空總署的科學家報告多環芳香烴在遭遇星際物質的條件下，經過加氫、氧化和羥基化會轉換成更複雜的有機物，一步步的朝向轉化成氨基酸和核苷酸等蛋白質和DNA的路徑前進。進一步，由於這些轉換，多環芳香烴失去了它們的光譜特徵，這可能是導致檢測星際冰顆粒，特別是外部冷的、濃厚的原行星盤或上層的分子，缺乏多環芳香烴的原因之一" 。

## 隕石
隕石是研究宇宙化學中太陽系性質最重要的工具之一。很多隕石中的物質，其年齡幾乎和太陽系本身一樣的老，因而為科學家提供了太陽星雲早期的記錄。碳質球粒隕石是最原始的；也就事它們保留了許多自45億6,000萬年前形成以來的化學特性，並且因而成為宇宙化學研究的一個主要焦點。
最原始的隕石也包含少量的，現在被公認為前太陽顆粒的物質（< 0.1%），這是比太陽系本身更古老，源自於超新星爆炸殘骸的原料，直接提供太陽系形成的塵埃。從它們與太陽系格格不入的異常化學成分（如石墨的脈石、金剛石、或碳化矽）可以辨認出這些外來的顆粒。它們的同位素比率經常也與太陽系的其餘部分（特別是太陽）和其它的顆粒不同，顯示有不同來源的一些超新星爆炸事件。隕石還可能包括了星際塵埃，從星際物質中收集了一些非氣態的元素，做為一種複合類型的宇宙塵（"星塵號"）。
NASA最近的發現，以對在地球上發現的隕石所做的研究為依據，,認為RNA和DNA的成份（腺嘌呤、鳥嘌呤和相關的有機分子），是建立我們所知生命的基石，可能是在地球之外的外太空形成的。

## 外部連結
- Planetary Science Research Discoveries.（页面存档备份，存于） 收錄關於宇宙化學、隕石與行星科學文章的教育性期刊。